# 菅生神社 (岡崎市)
菅生神社（すごうじんじゃ）は、愛知県岡崎市康生町にある神社。毎年夏に行われる菅生祭（後述）は、能見神明宮大祭（5月）、岡崎天満宮の例祭（9月）とともに岡崎三大祭の一つに数えられている。

## 概要
社伝によれば、起源は第12代景行天皇の時代にさかのぼる。110年10月、景行天皇の子の日本武尊（やまとたけるのみこと）が東国平定のために菅生の地を通過した際、高石（たかいわ）に伊勢大神を勧請し、神社を建て「吹矢大明神」と称した。菅生神社が岡崎市最古の神社と言われるのはこの言い伝えをもとにする。なお高石は現在の菅生町、岡崎信用金庫本店南側の満性寺あたりを指す。
2016年（平成28年）9月から、季節・行事限定絵柄の御朱印を制作。東京や大阪に評判が広がり、桜の花びらを取り入れた4月は5時間待ちの日もあったという。御朱印販売の時期は参拝客で賑わう。

## 年表
- 725年（神亀2年） - 御神託により京都伏見から「稲荷大明神」をお迎えし「吹矢大明神」の同殿に合祀する。社地を亀井戸の地（六地蔵町1丁目）に移した。
- 1517年（永正14年） - 額田郡宮崎町に勧請された牛頭大王が洪水で岡崎高石の地に流れ着く。そして翌1518年（永正15年）にここに本社を造営し「菅生天王」と称した。
- 1523年（大永3年） - 岡崎城主松平信貞が境内に12末社を勧請。
- 1566年（永禄9年） - 徳川家康が社殿を再建する。
- 1591年（天正19年） - 城主田中吉政が城郭拡張のため社領などを没収し、12末社も破却した。その後岡崎城内殿橋東側の地に移転。
- 1638年（寛永15年） - 城主本多忠利が本殿を修復。その際に寄進した石鳥居は神社の北入口に現存する。
- 1646年（正保2年） - 12月17日、城主水野忠善が徳川家康を祀る。
- 1868年（明治元年） - 菅生神社と改称。
- 1876年（明治9年） - 岡崎城公園内の龍城神社境内に移転。
- 1890年（明治23年） - 殿橋東側に再び移転。
- 1901年（明治34年） - 現在地に移転した。
- 1945年（昭和20年） - 7月19日未明、岡崎空襲で社殿が焼失（その後再建され現在に至る）。
- 1990年（平成2年） - 3月22日、明神型石鳥居が岡崎市の文化財に指定される[4]。

## 菅生祭
菅生祭（すごうまつり）は厄災の除去を祈願したお祭りで、7月19日の「宵宮祭」、20日の「例大祭」、8月第1土曜日の「鉾船神事・奉納花火」の3つの祭事が執り行われている。
江戸時代文化・文政の頃から、乙川（菅生川）に提灯を付けた鉾船を浮かべ金魚花火や手筒花火等を打ち上げ奉納している。1818年（文政元年）には岡崎藩主上覧花火が催され、城下各町や近在の村々が技を競ったという。
8月第1土曜日の祭事は現在、「岡崎城下家康公夏まつり」の花火大会との共催で行われている。菅生祭の概要は以下のとおり。14時開始。14時30分、2艘の鉾船、天王丸・菅生丸に宮司らが分乗し安全を祈願。これを「船魂祭」という。宮司の祝詞に続き「鉾船神事」が行われる。これは船上から菰（こも）で編んだ舟形の中に人形（ひとがた）、神葭（みよし）を乗せ、菅生川に流し、疫神を流すというもの。「鉾船神事」が終わる頃、長持ちを担いだ氏子衆の練り込み行列が開始される。菅生町・祐金町・六地蔵町の3町は自町の練り込みを行ったのち、中央緑道西側に一旦集結。そこから川沿いに神社へ向かう。本町連・康生連・籠田町の3町は自町を回らず、前述の集結地から乙川沿いを進む。15時30分、神前にて奉納手筒花火。19時、天王丸・菅生丸の船上の提灯塔に一年の月数を表す12 個の提灯を立て並べ、手筒花火を打ち上げ、金魚花火を奉納する。

## ギャラリー
- 大正時代の菅生祭
- 菅生丸（手前）と天王丸（奥）
- 菅生祭の練り込み行列
- 菅生祭の奉納手筒花火
- 菅生祭の奉納花火
- 境内にある鳥居
- 本殿
- 入口の鳥居

## 年間行事
- 1月1日 - 歳旦祭
- 2月3日 - 節分祭
- 2月17日 - 祈年祭
- 3月21日 - 春季慰霊祭
- 4月第1日曜日 - 春季開運稲荷大祭
- 6月30日 - 輪くぐり祭（大祓式）
- 7月19日 - 菅生祭宵宮祭
- 7月20日 - 菅生祭例大祭
- 8月第1土曜日 - 菅生祭鉾船神事・奉納花火（花火大会と共催）
- 9月23日 - 秋季慰霊祭
- 11月 - 七五三詣り
- 11月15日 - 秋季開運稲荷大祭
- 11月23日 - 新嘗祭
- 毎月15日 - 月次祭